# 景志傅

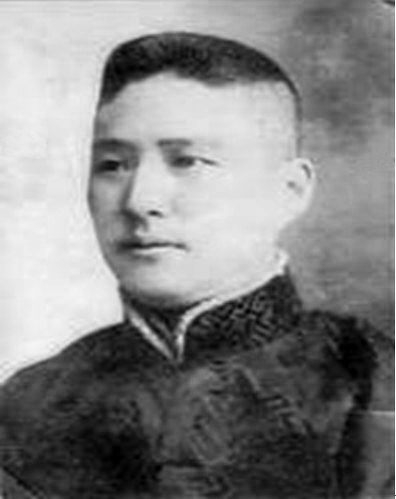

景志傅（1886年—1961年11月27日），字岩征，男，陕西富平人，中华民国、中华人民共和国政治人物。

## 生平

### 早年经历
景志傅自幼习文练武。清朝光绪二十九年（1903年），他和和哥哥景志伊一同入三原宏道书院读书。光绪三十一年（1905年）他到日本留学，入日本东京帝国大学。在日本，他和陕西籍的留日学生张寒杉、李元鼎、张午中、张季鸾等每月各自购买一册日本新出版的国际形势等书刊，并在阅读后互相交流体会。在课堂上，日本教官为了保守日本的间谍方面的秘密，总在教授《孙子兵法·用间篇》的时候在黑板上写上“中国学生退堂”。对此，景志傅等中国留学生十分愤怒。光绪三十四年（1908年），他在日本加入中国同盟会。辛亥革命爆发前夕，景志傅归国。
1912年中华民国成立后，景志傅历任北京临时参议院议员、陕西督军公署秘书等职务。陕西靖国军时期，他曾历任陕西省教育厅厅长、榆林道道尹等职，曾经参加了驱逐陈树藩的斗争。1927年夏末秋初，陕西省横山县遭遇特大冰雹袭击，受灾严重，景志傅到灾区安抚灾民并组织应对，对受灾轻者减免田赋，对受灾重者进行救济。

### 国民政府时期
1928年中华民国撤销道制后，景志傅应井岳秀之邀，出任其高等咨议兼《上郡日报》馆馆长。1930年，阎锡山、冯玉祥反对蒋介石，进行中原大战，景志傅、井岳秀参加了阎锡山、冯玉祥方面，景志傅任高级参议。阎锡山、冯玉祥失败后，景志傅再次回到榆林。1935年，张学良部进驻陕西省，张学良任西北剿总副总司令（西北剿总司令部驻西安）。此后，张学良走访西北各界，曾到榆林会晤井岳秀，当时景志傅陪同井岳秀和张学良进行会谈。张学良因赏识景志傅的才学，便邀请景志傅赴西北剿总任职。1936年西安事变后，张学良被蒋介石扣留在南京。此后，景志傅曾一度闲居。
1937年抗日战争爆发后，因为西安遭到日军飞机轰炸，景志傅为了安全而回到富平。富平是关中地区同陕甘宁边区相互来往的主要通道。在富平，他曾掩护中共地下组织的活动，并营救了被国民党逮捕的进步人士。中共党员赵伯平、方仲如、李敷仁、张锋伯等人经常借住在景志傅家。张锋伯曾因赴延安时遇阻，暂住于景志傅家几个月。中共地下交通员武慕明被国民党逮捕后，景志傅通过营救令其获释。此外，他还在富平捐资兴办了富平一中、富平师范学校，并为学校撰写了校歌。他常为当地采购作物良种，以协助农民增加收益。富平县县长张法杰以贪污的罪名扣押了前任县长谭超一，谭超一派人送巨款给景志傅，请景志傅帮他说情，被景志傅严词拒绝。1944年，富平县临时参议会成立，景志傅任议长。抗日战争结束后，景志傅加入中国民主同盟。

### 中华人民共和国时期
1949年春，中国人民解放军占领富平。此后景志傅入西北民族学院学习。结业后，他历任陕西省人民政府（人民委员会）委员、文教委员会副主任、文教厅厅长、教育厅厅长。任内他按照中国共产党的方针推进教育改革。1958年7月，景志傅当选陕西省人民委员会副省长。他还把家中收藏的线装书、善本、字画、石刻拓片等无偿捐给陕西省文史研究馆。
1961年11月27日，景志傅病逝于西安。

## 家庭
父亲景天相。